# Thú lông nhím mỏ dài
Thú lông nhím mỏ dài, tên khoa học Zaglossus, là một chi thú lông nhím, động vật đơn huyệt gai sống ở New Guinea. Chi này hiện nay chỉ còn 3 loài tồn tại trong tổng số 5 loài (2 loài đã tuyệt chủng). Chúng là loài động vật có vú đẻ trứng như loài thú mỏ vịt.

## Các loài
- Zaglossus attenboroughi: Thú lông nhím mỏ dài Sir David hay thú lông nhím mỏ dài Attenborough, khu vực của New Guinea ở độ cao cao hơn so với các khu rừng vùng cao
- Zaglossus bartoni: Thú lông nhím mỏ dài Đông New Guinea hay thú lông nhím mỏ dài Barton,  trung tâm giữa hồ Paniai Range Nanneau, bán đảo Huon
- Zaglossus bruijni: Thú lông nhím mỏ dài Tây New Guinea, khu vực rừng cao nguyên  Tây New Guinea thuộc Indonesia
- †Zaglossus hacketti: đã tuyệt chủng, sống ở Tây Australia
- †Zaglossus robustus: đã tuyệt chủng, sống ở thời kỳ Pleistocene ở Tasmania

## Đặc điểm
Thú lông nhím mỏ dài có cái mỏ ngắn và có kích thước lớn hơn các loài thú lông nhím khác. Chúng có gai ngắn hơn, nằm rải rác xen giữa các sợi lông thô. Mõm của chúng dài chiếm hai phần ba phần đầu và hơi cong xuống dưới. Các chi của chúng có năm móng vuốt, nhưng trước đây chỉ có ba ngón chân  ở giữa là có móng vuốt. Thú lông nhím mỏ dài sống chủ yếu về đêm. Thức ăn của chúng bao gồm côn trùng ở trên đất trên đất bap gồm cả kiến và mối nên chúng còn được gọi là thú ăn kiến khổng lồ. Con non khi được sinh ra bám vào bụng của mẹ chúng, và chúng sẽ được an toàn cho đến khi trưởng thành. Ít có thông tin về cuộc sống của chúng nhưng người ta cho rằng cuộc sống của chúng cũng giống với thú lông nhím mỏ ngắn. Số lượng của thú lông nhím ở New Guinea đang giảm dần vì mất môi trường sống khiến chúng đang là loài động vật cần được bảo vệ khẩn cấp.